# 잡가 (노래)
잡가(雜歌)는 국악의 한 갈래로, 서울을 중심으로 전문 소리꾼들에 의해 널리 불리던 민속 음악이다. 좌창이라고도 한다.

## 유래
조선 후기에 가곡, 가사, 시조 등의 가악(歌樂)이 번창하기 시작했다. 이때 노래에 재주를 가지고 있던 가객(歌客)들이 오래전부터 전해오던 노래를 발전시켜서 만든 것이 잡가이다.

## 분류

### 십이잡가(十二雜歌)
잡가 중 경기·서울 지방에서 불러 오던 잡가들이다. 원래는 8잡가였지만 12가사를 본따기 위해 잡잡가 4곡을 추가해 모두 12잡가가 되었다. 십이잡가는 대부분 세마치 장단 또는 도드리 장단으로 되어 있다. 「유산가(遊山歌)」「적벽가(赤壁歌)」「제비가(--歌)」「집장가(執杖歌)」「소춘향가(小春香歌)」「선유가(船遊歌)」「형장가(刑杖歌)」「평양가(平壤歌)」를 팔잡가(八雜歌)라고 하며,「달거리」「십장가(十杖歌)」「출인가(出引歌)」「방물가(--歌)」를 잡잡가(雜雜歌)라고 한다.

팔잡가(八雜歌)
- 유산가(遊山歌) - 한자는 놀 유(遊)에 뫼 산(山)으로 산으로 놀러간다는 가사를 담고 있으며, 펄펄펄이나 우줄우줄, 콸콸 등의 의성어나 의태어를 사용한 것이 특징이다.
- 적벽가(赤壁歌) - 적벽전에서 패배한 조조가 관우에게 목숨을 구걸하는 가사를 담고 있으며, 화용도(華容道)라고도 한다. 판소리 적벽가와는 다른 노래다.
- 제비가(--歌) - 연자가(燕子歌)라고도 하며, 앞부분은 〈만첩청산(萬疊靑山)〉의 앞부분을, 뒷부분은 〈흥보가〉의 제비 후리러 가는 대목. 끝부분은 〈새타령〉의 일부분에서 따왔다.
- 집장가(執杖歌) - 〈춘향가〉 중 춘향이가 사또 앞에서 매를 맞는 대목을 노래로 지은 것이다. 유산가(遊山歌)가 의성어·의태어를 주로 사용했다면, 집장가(執杖歌)는 쫑그라니·능청능청 등의 형용사를 넣은 것이 특징이다.
- 소춘향가(小春香歌) - 〈춘향가〉 중 춘향과 이 도령이 처음 만나는 대목을 노래로 지은 것으로, 다른 잡가에 비해 가사는 짧지만 곡조가 다른 잡가에 비해 어렵다.
- 선유가(船遊歌) - '가세 가세 자네 가세'로 시작해 〈가세 타령〉이라고 부르기도 한다. 후렴구가 두 개가 있고, 후렴구가 메기는소리 사이사이에 들어가 있는 형태이다.
- 형장가(刑杖歌) - 〈춘향가〉 중 춘향이 매를 맞은 후에 투옥되어 고생하는 대목을 노래로 지은 것이다. 앞부분은 동정을, 뒷부분은 춘향이 넋두리하는 장면이 있다.
- 평양가(平壤歌) - 평양에 있는 기생 월선이의 집에 가자는 내용이다. 오로지 서울식 소리와 서울식 소리의 특징으로만 이루어진 곡이다.

잡잡가(雜雜歌)
- 달거리 - 달마다 있었던 옛일을 생각하는 노래이지만, 노래하는 달은 정월, 이월, 삼월이며, 그 후는 행사나 속뜻을 푸는 형식으로 진행된다.
- 십장가(十杖歌) - 〈춘향가〉에서 춘향이 매를 맞으며, 맞는 숫자와 관련된 한자를 이용해 절개를 표현하는 노래로, 다른 잡가들에 비해 사설이 많다.
- 출인가(出引歌) - '풋고추 절이김치'로 시작해서 〈풋고추〉라고 부르기도 하며, 앞부분은 춘향이 오리정으로 나가 이별하는 대목을, 중간 부분에서는 남녀가 서로 이별하는 대목, 마지막에는 설니홍조(雪泥鴻爪, 인생의 허무)를 노래한다.
- 방물가(--歌) - 한양으로 떠나는 남자가 온갖 방물(여자가 쓰는 물건)을 주려 하지만, 여자는 어떤 것도 필요 없다며 자신을 한양에 데려가라고 하는 내용으로, 온갖 방물들이 다 나오는 것이 특징이다.

### 서도잡가
황해도, 평안도 등 서도 지방에서 불리는 잡가들이다. 서도소리 특유의 애절한 창법을 사용하며, 세마치 장단을 기본으로 불규칙한 장단을 사용한다.
- 공명가
- 사설 공명가
- 초한가
- 제전

### 서도입창
서도입창(西道立唱)은 평안도, 황해도 등의 서도지방에서 불리는 입창이다. 놀량, 앞산타령, 뒷산타령, 경사거리(경발림)로 구성되어 있다. 앞산타령을 사거리, 뒷산타령을 중거리라고도 한다. 경기도 입창에서 파생된 것이다. 세마치, 도드리, 자진타령 등을 섞어 치는 변박자가 많다.